# Jönköpings Södra Idrottsförening
Lo Jönköpings Södra Idrottsförening, meglio noto come Jönköpings Södra o J-Södra, è una società calcistica svedese con sede nella città di Jönköping. Milita in Ettan, la terza divisione del campionato svedese, a seguito della retrocessione occorsa al termine della Superettan 2023.
Lo Stadsparksvallen, che ospita le partite interne del club, ha una capacità di 6 261 spettatori.

## Storia
Fondato il 9 dicembre del 1922, lo Jönköpings Södra ha disputò la sua prima partita in assoluto l'anno seguente, battendo 3-2 l'IF Hagapojkarna in 8 giocatori contro 8 poiché il campo da gioco non era abbastanza grande.
Nel 1933 la squadra si qualificò per la prima volta al campionato di Division 3.
Nel 1945 dominò il campionato di Division 2 con 18 vittorie su 18 partite giocate, salendo in Allsvenskan per la prima volta nella sua storia, da cui però retrocedette dopo una sola stagione. Anche la risalita nella massima serie fu però immediato, così lo J-Södra rimase in Allsvenskan dalla stagione 1947-1948 alla 1953-1954. In questo lasso di tempo la squadra mise a segno anche il miglior piazzamento della propria storia, ovvero il secondo posto nel campionato 1949-1950.
A partire dalla seconda metà degli anni '50, per lungo tempo lo J-Södra riuscì a collezionare altre due sole presenze in Allsvenskan, rispettivamente nel 1960 e nel 1969. Seguirono alcuni decenni di non particolare prestigio, trascorsi tra seconda, terza, quarta e addirittura – nel corso degli anni '90 – quinta serie nazionale.

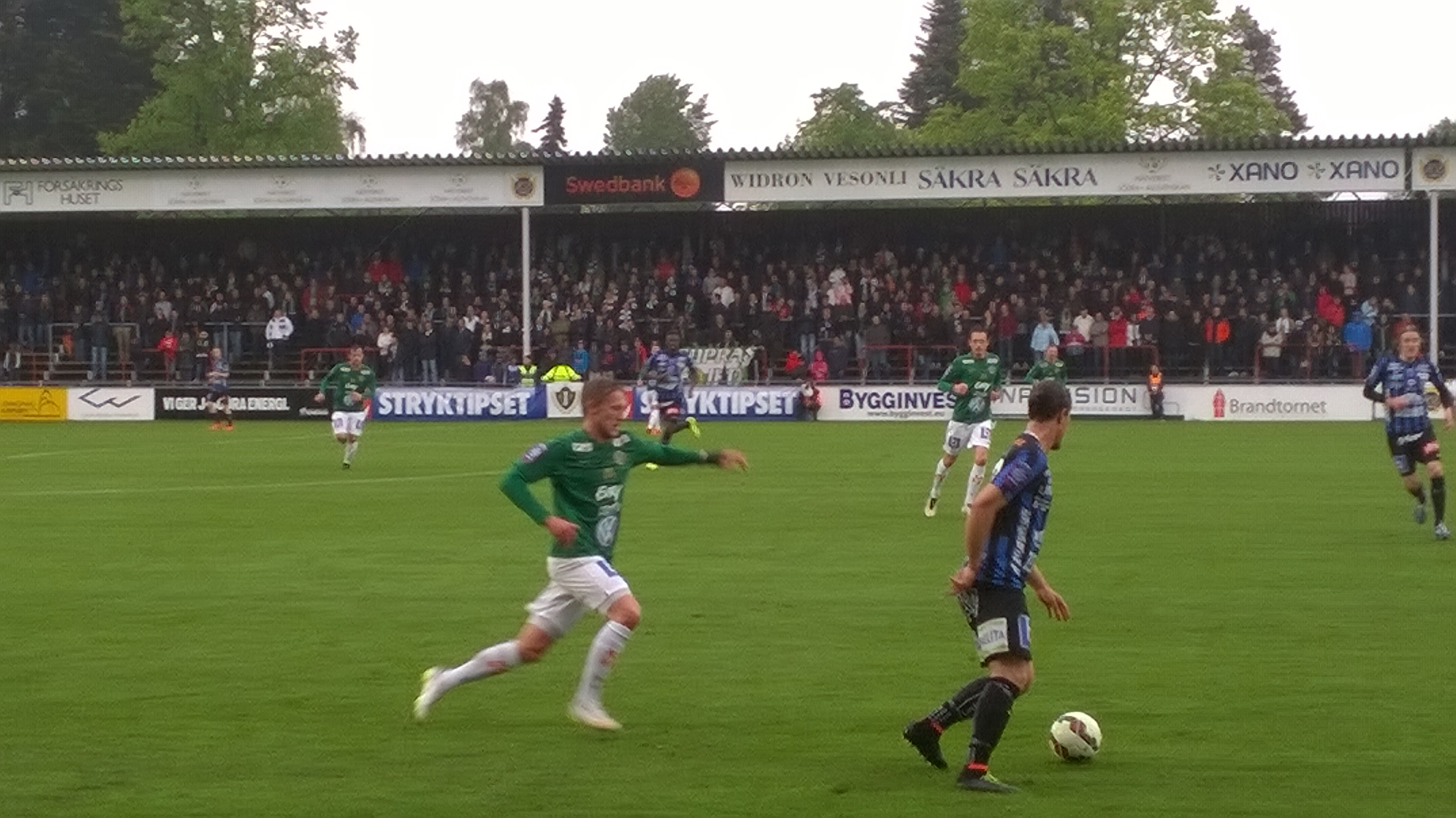
Jönköpings Södra-Sirius, campionato di Superettan 2015

Il club riuscì a riconquistare la promozione in Superettan al termine della stagione 2005, tornando dunque a militare nella seconda serie nazionale a più di vent'anni di distanza dalla precedente partecipazione datata 1985. In Superettan la squadra rimase per dieci stagioni, fintanto che il campionato 2015 culminò con il ritorno in Allsvenskan a ben 46 anni dall'ultima apparizione. La permanenza nella massima serie durò due anni. Seguirono sei stagioni in Superettan: alcune positive come nel 2020 quando giocò gli spareggi (poi persi) per tornare in Allsvenskan, altre negative con due undici posti 2018 e 2021), un dodicesimo posto (2022) fino ad arrivare al campionato di Superettan 2023 che al termine di una lotta serratissima decretò la discesa dello J-Södra in terza serie.

## Palmarès

### Competizioni nazionali
- Superettan: 1

2015
- Division 2: 2

2003, 2005

### Altri piazzamenti
- Campionato svedese:

Secondo posto: 1949-1950
- Coppa di Svezia:

Semifinalista: 1970-1971
- Superettan:

Terzo posto: 2020

## Organico

### Rosa 2020
Aggiornata al 28 agosto 2020.
| N. |                   | Ruolo | Calciatore       |
| -- | ----------------- | ----- | ---------------- |
| 1  | Svezia (bandiera) | P     | Frank Pettersson |
| 2  | Svezia (bandiera) | C     | Elias Gustafson  |
| 3  | Svezia (bandiera) | C     | Pavle Vagic      |
| 4  | Svezia (bandiera) | D     | Marcus Degerlund |
| 5  | Svezia (bandiera) | C     | Fredric Fendrich |
| 6  | Svezia (bandiera) | D     | Philip Wiström   |
| 7  | Svezia (bandiera) | C     | Sebastian Crona  |
| 8  | Svezia (bandiera) | C     | Moustafa Zeidan  |
| 9  | Svezia (bandiera) | A     | Dzenis Kozica    |
| 10 | Svezia (bandiera) | A     | Edin Hamidovic   |
| 11 | Ghana (bandiera)  | C     | Enock Kwakwa     |

| N. |                   | Ruolo | Calciatore          |
| -- | ----------------- | ----- | ------------------- |
| 12 | Svezia (bandiera) | C     | Jesper Svensson     |
| 13 | Svezia (bandiera) | C     | Mikael Marqués      |
| 17 | Kenya (bandiera)  | A     | Eric Johana Omondi  |
| 18 | Svezia (bandiera) | D     | Jetmir Haliti       |
| 20 | Svezia (bandiera) | D     | Erik Moberg         |
| 21 | Svezia (bandiera) | D     | Kevin Rodeblad Lowe |
| 22 | Svezia (bandiera) | C     | Daniel Ljung        |
| 23 | Svezia (bandiera) | P     | Anton Cajtoft       |
| 24 | Iraq (bandiera)   | C     | Amir Al-Ammari      |
| 26 | Svezia (bandiera) | A     | Gabriel Andrén      |
| 27 | Svezia (bandiera) | C     | Elias Nordström     |